# Ilwaco
Ilwaco és una població dels Estats Units a l'estat de Washington. Segons el cens del 2000 tenia 950 habitants.

## Demografia
Segons el cens del 2000, Ilwaco tenia 950 habitants, 416 habitatges, i 260 famílies. La densitat de població era de 178,1 habitants per km².
Dels 416 habitatges en un 27,2% hi vivien nens de menys de 18 anys, en un 52,4% hi vivien parelles casades, en un 8,7% dones solteres, i en un 37,5% no eren unitats familiars. En el 33,4% dels habitatges hi vivien persones soles el 16,6% de les quals corresponia a persones de 65 anys o més que vivien soles. El nombre mitjà de persones vivint en cada habitatge era de 2,28 i el nombre mitjà de persones que vivien en cada família era de 2,92.
Per edats la població es repartia de la següent manera: un 24,2% tenia menys de 18 anys, un 4,9% entre 18 i 24, un 23,6% entre 25 i 44, un 27,3% de 45 a 60 i un 20% 65 anys o més.
L'edat mediana era de 43 anys. Per cada 100 dones de 18 o més anys hi havia 83,2 homes.
La renda mediana per habitatge era de 29.632 $ i la renda mediana per família de 34.934 $. Els homes tenien una renda mediana de 29.821 $ mentre que les dones 21.442 $. La renda per capita de la població era de 16.138 $. Aproximadament el 10,3% de les famílies i el 16,3% de la població estaven per davall del llindar de pobresa.

## Poblacions més properes
El següent diagrama mostra les poblacions més properes.